# Rivière aux Canards (vattendrag i Kanada, Québec, lat 49,13, long -69,84)
Rivière aux Canards är ett vattendrag i Kanada.   Det ligger i provinsen Québec, i den östra delen av landet, 600 km nordost om huvudstaden Ottawa. Rivière aux Canards ligger vid sjön Lac de la Truite.
I omgivningarna runt Rivière aux Canards växer i huvudsak blandskog. Trakten runt Rivière aux Canards är nära nog obefolkad, med mindre än två invånare per kvadratkilometer.